# Liudolf de Suàbia
Ludolf o  Liudolf  (930 - Pombia, 6 de setembre de 957) va ser duc de Suàbia entre 950 i 954. Era l'únic fill de l'emperador Otó I i de Edith de Wessex, filla del rei d'Anglaterra Eduard el Vell.
Liudolf (Ludolf) es va casar amb Ida, filla del duc Herman I de Suàbia. Quan Herman va morir, Otó I va nomenar al seu fill gran hereu del ducat per estar casat amb la germana del duc. Liudolf va ser un governant molt popular i estimat entre la seva gent.
Quan Berenguer II d'Itàlia va usurpar en tron d'Itàlia el 951, Liudolf aprofitar per envair Llombardia. Però el seu pare va rebre a un missatger d'Adelaida de Borgonya demanant ajuda, i l'emperador va aprofitar l'exèrcit de Liudolf per als seus propis interessos. Després Otó es va casar amb Adelaida de Borgonya (hereva del regne d'Itàlia) i va acabar d'aixafar les ambicions del seu fill a Itàlia. Aquests successos van irritar molt a Liudolf, que es va sentir amenaçat en la seva posició i es va rebel·lar contra el seu pare en 953. Tenia el suport del seu cunyat Conrad el Roig de Lotaríngia i de l'arquebisbe de Magúncia, Frederic; però els soldats i nobles de Lotaríngia, es negaven a lluitar contra l'emperador; en canvi Liudolf sí que comptava amb el suport incondicional dels seus homes i també de molts bavaresos. Liudolf i Comrad van intentar negociar amb Otó a la Pasqua del 953 a Magúncia. Però Enric I, duc de Baviera, oncle de Liudolf, es va unir a Otó; aquest va assetjar llavors Magúncia duran dos mesos, sense èxit, l'estiu del 953, i després va atacar Ratisbona el governador de la qual s'havia sotmès a Liudolf. Liudolf i els que li feien costat, es van reconciliar amb Otó a la dieta de Langenzenn el juny del 954, però Liudolf va perdre el seu ducat igual que Conrad, i encara que va fer les paus amb el rei, no el va recuperar.
Liudolf va envair Itàlia una altra vegada en 957, enviat pel seu pare per posar fi als excessos de Berenguer II (Berengari) contra els terratinents i el clero. Va tenir una victoriosa campanya en què es va apoderar de moltes ciutats i Berenguer va haver de fugir. Però Liudolf va morir inesperadament de febre a Pombia, prop de Novara el 6 de setembre. Va ser sepultat a l'abadia de Saint-Alban de Magúncia.
S'atribueix a Liudolf la fundació de la ciutat de Stuttgart.

## Descendència
El seu fill Otó (954-982), nascut del seu matrimoni amb Ida, va ser més tard duc de Baviera i de Suàbia. La seva filla Matilde (949-1011) va ser abadessa del monestir d'Essen.